# 印度農業

印度農產品外銷金額（以2015年美元幣值表達）。

印度農業僱用人數在全國勞動力市場中的佔比。

印度農業（英語：agriculture in India）的歷史約在南亞石器時代即已開始。該國的農業產量位居世界第二。根據2020-21財政年度的經濟調查，農業僱用人數超過該國勞動力的50%，而產值在國內生產毛額（GDP）中的佔比為20.2%。
印度於2016年的農業及相關的畜牧業、林業及漁業等相關部門的產值佔GDP的17.5%，於2020年的僱用人數約佔整體勞動力的41.49%。印度的淨作物種植面積位居世界第一，美國和中國則位居第二及第三。隨著印度經濟在各方面成長，農業於該國GDP中的佔比在穩步下降中。然而從人口角度而言，農業仍然是該國最大的單一經濟部門，並且在印度的整體社會經濟結構中有著非常重要的作用。
印度於2013年的的出口價值為380億美元，為世界第7大出口國，第6大淨出口國。其大部分農產品出口至開發中國家和最低度開發國家。印度農業/園藝和加工食品出口到120多個國家，主要銷往日本、東南亞、南亞區域合作聯盟國家、歐盟和美國。
印度是世界上最大的農產品出口國之一。該國於2024年4月至7月期間的農產品出口金額達157.6億美元。於2023-24財政年度的農產品出口金額為481.5億美元。2022-23財政年度年的農產品出口金額為525億美元。2021-22財政年度的農產品出口金額為502億美元，較2020-21財政年度的413億美元增長20%。
印度於農業活動中使用的農藥和化學肥料有助於提高作物生產力，但其不受管制和過度使用的結果，造成各種生態系統和嚴重健康的問題。於2011年至2020年間所發表的幾項研究報告，將印度農村工作人員所罹患的45種不同的癌症歸因於農藥導致。這些化學物質已被證明會導致DNA損傷、激素紊亂，及免疫系統功能降低。工作中接觸農藥已被確定為癌症發生的主要誘因。與中毒和癌症相關的主要農藥類別是殺蟲劑、除草劑和殺真菌劑。印度旁遮普邦所使用的化肥數量為印度全國第一。該邦使用的農藥中有多種因其極高毒性及低半數致死量而被世界衛生組織（WHO）列為I類農藥，這類農藥已被世界各地（包括歐洲）禁用。

## 農民的定義
印度農民指的是該國以種植農作物為業者。各種政府提供的估計（人口普查、農業普查、國家抽樣調查評估和定期勞動力調查）根據不同的定義而提出不同的農民數目，從3,700萬到1.18億不等。有些定義將農場數量與農民數量進行比較。有些定義則將土地所有權列入考慮，而其他定義則試圖將土地所有權與農民的定義脫鉤。有些則是採用不同的名詞，包括"耕耘者"。
印度2007年國家農民政策將農民定義為：
於本政策中，"農民"指的是積極從事種植農作物及生產其他初級農業商品的經濟和/或生計活動者，包括所有農業經營者、耕種者、農業工人、佃農、佃戶、家禽家畜飼養者、漁民、養蜂人、園丁、牧民、非法人僱用種植者和種植工人，以及從事蠶業、蠕蟲養殖、農林業等各種農業相關職業的人員。農民還包括從事輪耕以及木材收集、使用和銷售以及和木材無關的林業工作的部落家庭/個人。
然而此定義並未受到採用。

## 概述

全球農業、林業和漁業於2021年的就業人數。這些部門於印度所僱用的人數在各國中名列前茅。

根據糧農組織（FAO）於2014年發佈的世界農業統計數據，印度是世界上幾種鮮果（如香蕉、芒果、番石榴、木瓜、檸檬）和蔬菜（如鷹嘴豆、秋葵）和牛奶，主要香料（如辣椒、薑）和纖維作物（如黃麻），主食（如小米，蓖麻油籽的最大生產國。印度是世界主要主糧小麥和大米的第二大生產國。
印度目前是全球幾種乾果、農業紡織原料、塊根作物、莢果、養殖魚類、雞蛋、椰子、甘蔗和多種蔬菜的第二大生產國。 印度於2010年被列為世界前5大農業生產國之一，產品種類繁多（佔80%），其中包括咖啡豆和棉花等許多經濟作物。截至2011年，印度是世界上5個最大的牲畜和家禽肉類生產國之一，也是成長率最快的國家之一。
於2008年發表的一份報告聲稱印度的人口成長速度超過其生產大米和小麥的能力。但最近發表的其他研究聲稱印度如果它能像其他開發中國家（例如巴西和中國）那樣減少放任主食的腐敗/浪費，改善其基礎設施並提高農業生產力，即可輕鬆養活其不斷增長的人口，並有餘力將小麥和大米出口。
截至2011財政年度，印度由於季風季節正常蒞臨，其小麥產量創歷史新高，達到8,590萬噸，比前一年同期增加6.4%。印度大米產量創下新紀錄，達到9,530萬噸，較前一年增加7%。小扁豆和許多其他主食的產量也逐年增加。印度農民於2011年財政年度的人均小麥產量為約71公斤。大米產量為80公斤。
印度於2023-24財政年度的水稻產量達到創紀錄的1.3782億噸，高於2022-23財政年度的1.3575億噸。小麥產量也創下新高，達到1.1329億噸，高於前一年的1.1055 億噸。
印度於2013年出口價值390億美元的農產品，使其成為全球第7大農產品出口國和第6大淨出口國。與之前比較，屬於爆炸性成長，該國於2004年淨出口僅約為50億美元。印度是過去10年中成長最快的農產品出口國，金額390億美元，是歐盟 (EU-28) 出口總額的兩倍多。該國已成為世界上最大的大米、棉花、糖和小麥供應國之一。 印度於2011年向非洲、尼泊爾、孟加拉國和世界其他地區出口約200萬噸小麥和210萬噸大米。
印度於2023年出口大米金額為104.6億美元，排名全球第一。亞太地區第二大米出口國是泰國，同年出口金額為51.2億美元。
水產養殖和漁業是印度成長最快的產業之一。 印度於1990年至2010年期間的魚類捕撈量增加一倍，水產養殖產量增加兩倍。 印度於2008年是世界第6大海洋和淡水捕撈業生產國和第二大水產養殖類生產國。印度向全球近一半的國家出口60萬噸魚產品。印度政府或相關機構設定的營養標準符合人們所需，但實際上印度人在優質蛋白質攝取量方面卻大幅落後，僅達到20%，為解決此問題，印度需努力以可負擔的價格提供富含蛋白質的食品，如雞蛋、肉、魚、雞肉讓國民享用。
印度在過去60年中的某些農產品每公頃平均產量在全國呈現穩定成長。這種成就主要來自印度的綠色革命、改善道路和發電基礎設施、知識取得和改革。縱然該國農業最近已取得這類成就，仍有大幅提高生產力和產出的潛力，因為印度的農作物產量仍僅為已開發國家和其他開發中國家農場最佳永續農作物產量的30%至60%。此外，印度由於基礎設施不足和無組織的零售系統，造成作物於收穫後發生腐敗，讓印度成為世界上糧食浪費數量最高的國家之一。

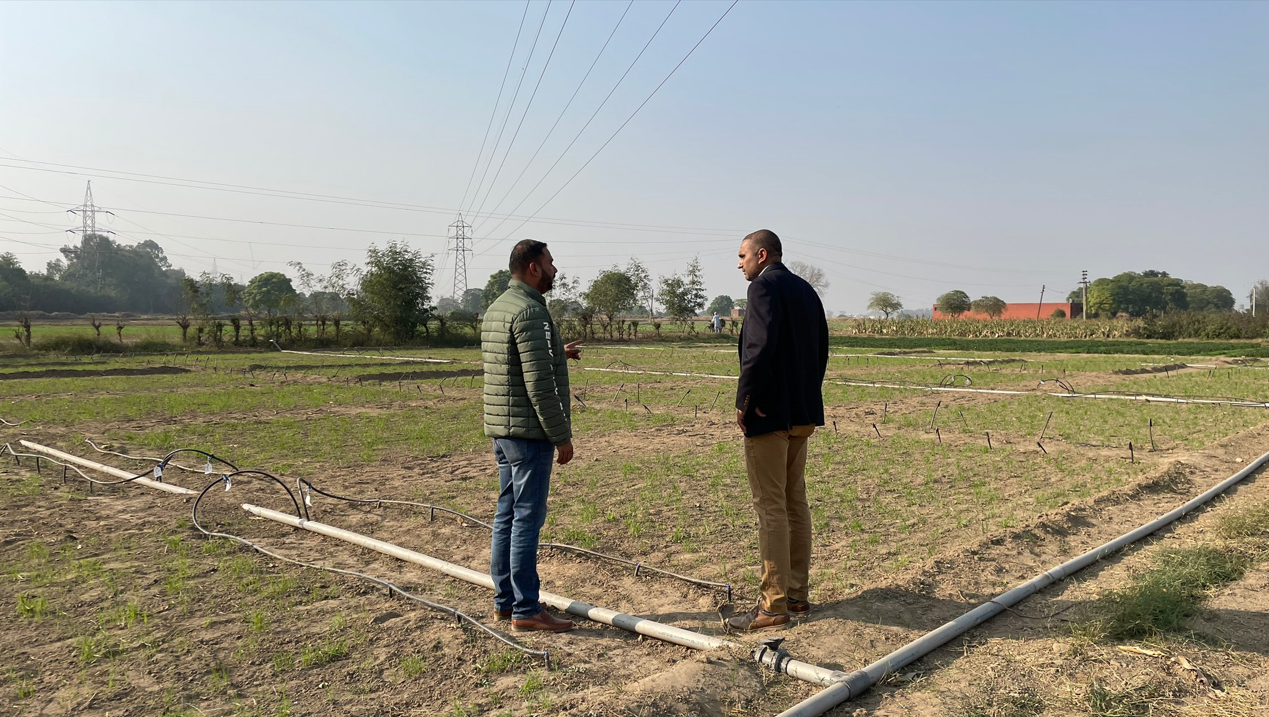
於比哈爾邦的耕種種性庫爾米已開始運用現代農業科技。

印度的主要農產品之一 - 大米因季風模式的轉變而生產受到影響。在2022年，該國東部各邦（北方邦、比哈爾邦和奧迪薩邦）經歷過高溫和降水不足，而印度中部和南部地區近幾個月來降水過多，導致南部地區的喀拉拉邦、卡納塔卡邦和中央邦發生洪水。

## 歷史
吠陀教的根本教典《吠陀》提供一些印度最早的農業文字記錄。例如其中《梨俱吠陀》描述耕作、休耕、灌溉、水果和蔬菜種植。其他歷史證據顯示印度河谷種植過水稻和棉花，在拉賈斯坦邦的卡利班甘挖掘出在青銅時代的耕作遺跡。 古代印度梵文文獻 -《Bhumivargaha》（推測已有2,500年歷史），將農地分為12類：urvara（肥沃）、ushara（貧瘠）、maru（沙漠）、aprahata（休耕）、shadvala（草地）、pankikala（泥濘） 、jalaprayah（水）、kachchaha（鄰近水）、sharkara（充滿鵝卵石和石灰石碎片）、sharkaravati（沙地）、nadimatruka（河水）和devamatruka（雨養）。一些考古學家認為大米於公元前六千年在恒河沿岸被人類馴化。公元前6千年前印度西北部種植的冬季穀物（大麥、燕麥和小麥）和豆類（小扁豆和鷹嘴豆）也是如此。在6千至3千年前於印度種植的其他作物有芝麻、亞麻籽、番紅花、芥末、蓖麻、綠豆、黑豆、硬皮豆、木豆、豌豆、家山黧豆（khesari）、胡蘆巴、棉花、棗、葡萄、椰棗、菠蘿蜜、芒果、桑葚和黑李子。水牛可能在5,000年前就被印度人馴化。
一些科學家稱印度半島於10,000-3,000年前即普遍存在農業，並跨越北部肥沃的平原向外蔓延。例如一項研究報告提出印度南部坦米爾那都邦、安德拉邦和卡納塔卡邦的12個地點，有明確的證據證明對豇豆 (Vigna radiata)、印度豆 (Macrotyloma uniflorum)、小米草 (Brachiaria ramosa和Setaria verticillata)、小麥 (Triticum dicoccum、Triticum durum/aestivum)、大麥 (Hordeum vulgare)、小扁豆 (Lablab purpureus)、高粱 (Sorghum bicolor)、珍珠粟 (Pennisetum glaucum)、手指小米 (Eleusine coracana)、棉花 (Gossypium sp.)、亞麻 (Linum sp.) 以及棗 (Ziziphus) 和兩種葫蘆科植物 (Cucurbitaceae) 的種植。
有些人聲稱印度農業始於西元前9,000年，源自早期植物種植和作物馴化。隨著農具和技術發展，很快就出現定居生活。.每年兩次季風導致作物一年有兩穫。印度農產品很快就被用於貿易，外國作物也被引進。除了常見的植物和動物，一種傳說中能"產蜜的蘆葦"也加入了栽培的行列。這些作物和牲畜在當地被稱為साखर (Sākhara)。軍人在征戰的回程帶來"產蜜的蘆葦"，而將糖和甘蔗農業引進印度。印度人大約在公元前500年發明生產糖晶體的製程。這些晶體在當地語言中稱為khanda (खण्ड)，而成為日後Candy（糖果）名稱的源頭。
全球於18世紀以前的主要甘蔗種植地在印度。一些商人開始進行糖的貿易，糖在18世紀的歐洲是一種奢侈品和昂貴的香料，然後開始在歐洲流行，並在19世紀逐漸成為全世界的生活必需品。甘蔗種植園，如同棉花農場，成為19世紀和20世紀初大規模強迫式人類遷徙（牽涉到數以百萬計的非洲和印度人口）的重要驅動力，之後出現加勒比地區、印度洋和太平洋島國間的種族混合、政治衝突和文化演變。
在某種程度上，印度農業的歷史和過去的成就對新世界的殖民主義、奴隸制和類奴隸制的契約勞工做法、加勒比地區戰爭以及18世紀和19世紀的世界歷史均造成影響。

### 印度獨立後的農業
雖然印度農業在現代後期（19世紀末到20世紀初）出現一些停滯，但獨立後的印度共和國仍然能制定出一套全面的農業計劃。

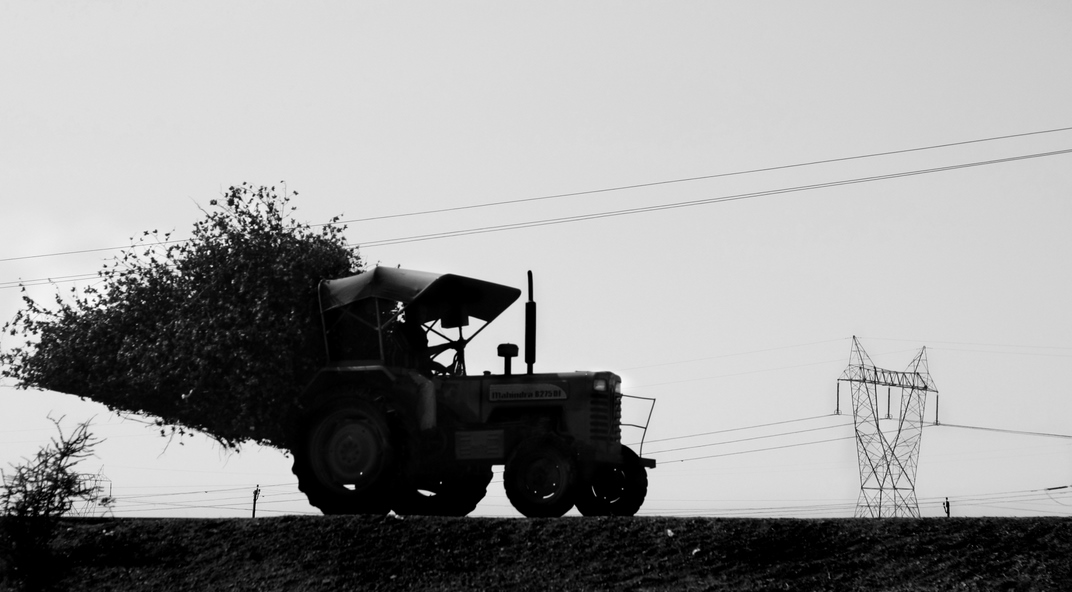
棉花採收，棉花為印度古吉拉特邦中部的經濟作物。

印度在獨立之後於糧食安全方面已取得巨大進展。印度人口增加兩倍，而穀物糧食產量增加三倍以上。人均穀物糧食數量大幅增加。

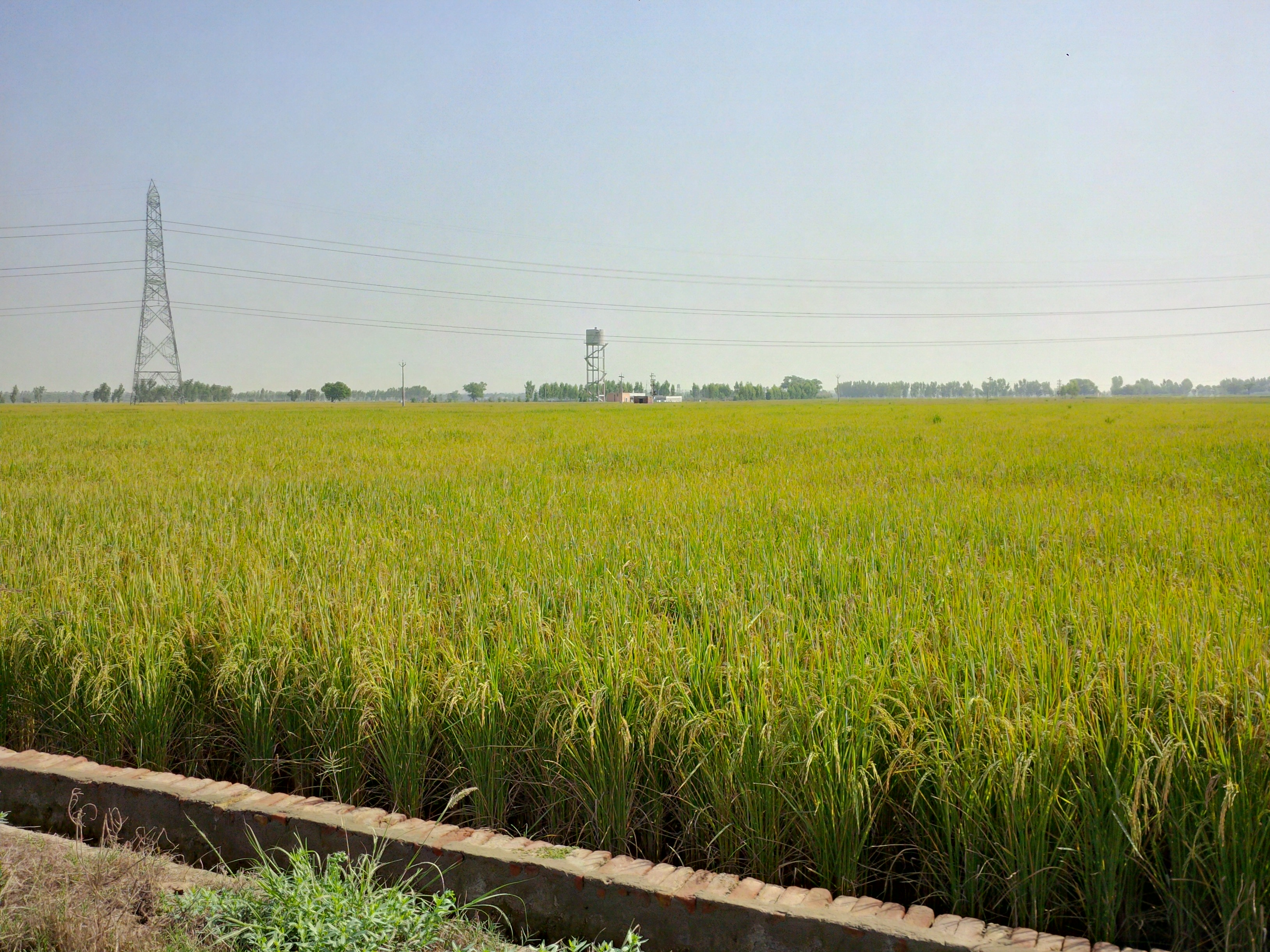
旁遮普邦引領印度的綠色革命，並贏得"印度糧倉"的美譽。

印度在1960年代中期之前依賴進口和糧食援助來滿足國內需求。但發生在1965年和1966年兩年中的嚴重乾旱促使該國進行農業改革，不再依賴外援和進口來保障糧食安全。印度採取的改革重點在於達成糧食自給自足，引發印度綠色革命。期間率先採用高產量、抗病的小麥品種，並結合更先進的農業知識來提高生產力。旁遮普邦在印度綠色革命中表現優異，而贏得印度糧倉的稱號。
最初的產量增長集中在印度西部的旁遮普邦、哈里亞納邦和北方邦的灌溉地區。隨著農民和政府官員關注農業生產力和知識傳播，該國的糧食總產量激增。印度一公頃的小麥田於1948年平均產量為0.8公噸，同樣土地到1975年的產量為4.7公噸。這種快速成長讓印度能於1970年代實現自給自足。也促使小農能尋求進一步的手段來增加每公頃主糧產量。印度農田到2000年已開始採用每公頃可產6噸小麥的品種。

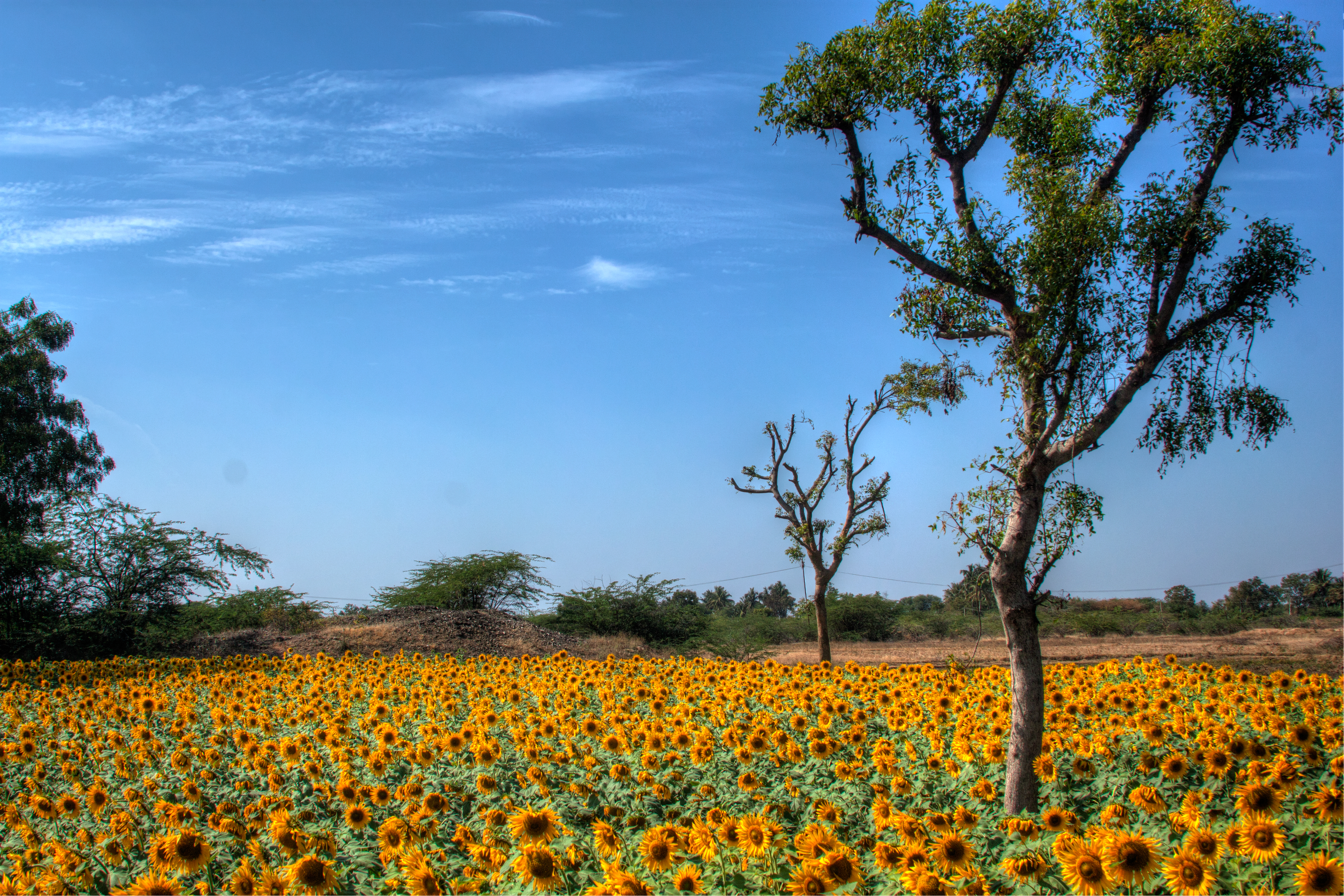
位於安德拉邦萊帕克希（Lepakshi）村莊的向日葵田。

印度種植小麥成功後，也將綠色革命擴展到大米生產。但因當時的印度灌溉基礎設施非常落後，印度農民開始採掘井大量抽取地下水的方式。隨著初期帶來的產量提升逐漸趨於平緩，利用地下水技術在1970至1980年代間開始往印度東部的比哈爾邦、奧迪薩邦和西孟加拉邦等地傳播。改良種子和新技術的持續性效益主要發生在該國的灌溉農地 - 佔全國農地的三分之一。印度農業政策在1980年代轉向"根據需求而生產的模式"，將重點轉向種植油籽、水果和蔬菜等農產品。農民開始在乳製品、漁業和畜牧業中採用改進方法和技術，以滿足不斷增長人口的各式需求。
對於水稻，改良種子和改良農業技術的持續性效益現在很大程度上取決於印度是否會發展基礎設施，如灌溉網絡、防洪系統、可靠發電能力、暢通的農村和城市道路、能保鮮的冷藏庫、現代零售業以及願意以具競爭性價格收購農產品的買家。前述幾點已日漸成為印度農業政策的重點。
印度的糧食安全指數在全球113個主要國家中排名第74。印度農業經濟正經歷結構性變革中。印度農業於1970年至2011年期間在GDP中的比重從43%下降到16%。這並非因為農業重要性下降，也非農業政策導致，而是因為農業在該國的重要性降低的緣故 - 相對的是印度的服務業、工業產值和非農業部門經濟在2000年至2010年間有甚為快速的增長。
印度遺傳學家M·S·斯瓦米納坦在綠色革命中曾發揮重要貢獻。 新德里電視台（NDTV）於2013年將他評為印度25位在世傳奇人物之一，以表彰他對農業，和讓印度成為糧食自給自足國家的傑出貢獻。

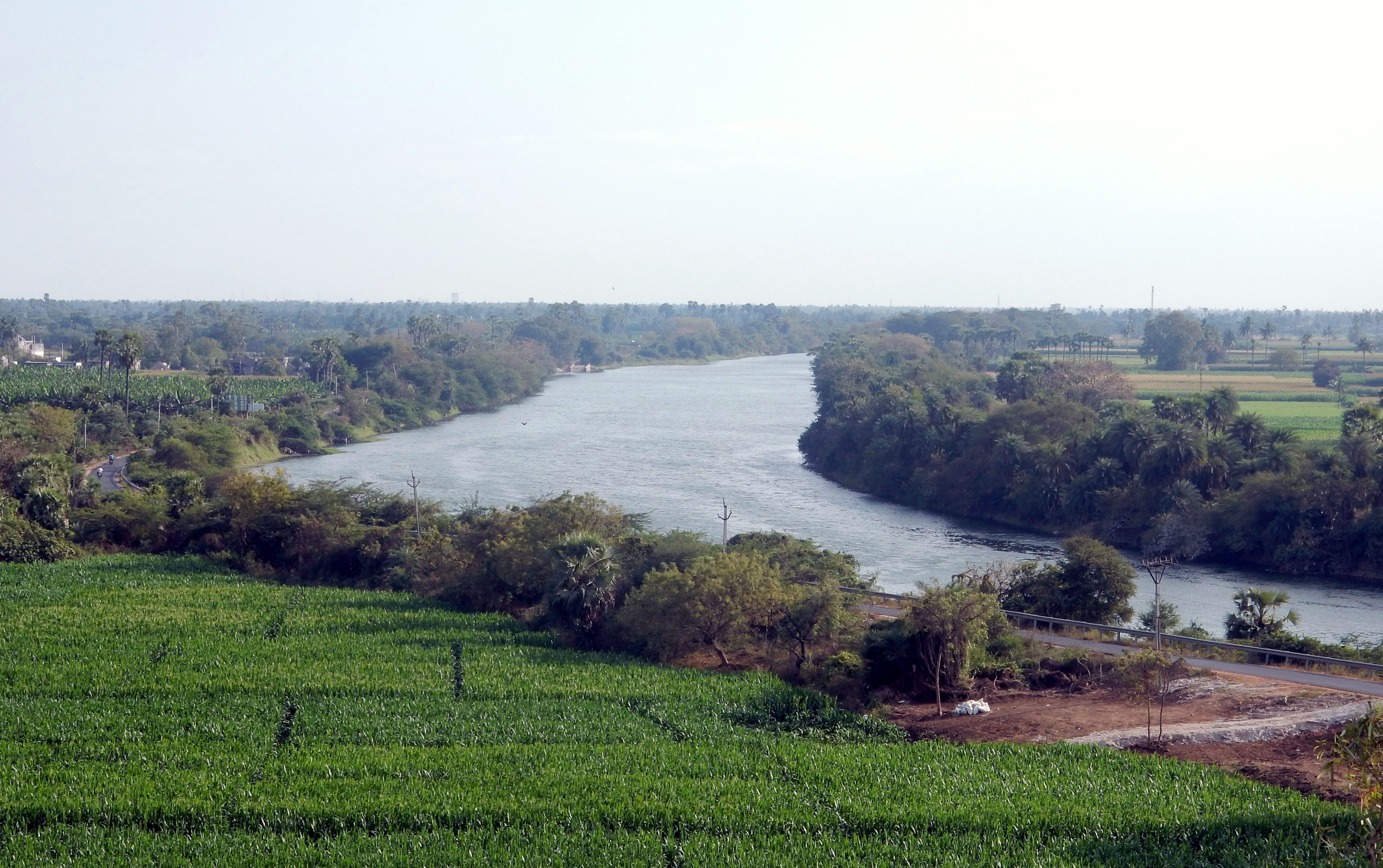
位於安德拉邦的灌溉渠道。灌溉對於印度農業有非常重要的作用。

錫金邦和喀拉拉邦分別計劃在2015年和2016年全面轉向有機農業。
根據印度的研究機構能源研究所（TERI）發表的一份新數據年鑑，印度農業部門直接使用電力的比例從2009-10財務年度的28.75%上升到2019-20財務年度的37.1%。
印度農業部門的電力消耗正在增加，原因為新農作物品種有更高的灌溉需求和政府提供給補貼電力的結果。印度農業部門於2021-22財務年度中所創造的價值佔整個印度經濟的18.6%。而為該國約45.5%的勞動力提供生計和就業機會。

## 灌溉
印度水利灌溉系統包括印度河流的主要和次要人工渠道網絡、水井系統（地下水）、儲水池和其他雨水收集項目，其中以抽取地下水的系統規模最大。印度在2013-14財政年度只有約36.7%的農地有可靠的水利灌溉，其餘約三分之二的耕地依賴季風帶來的降水（參見雨養農業）。印度65%的灌溉用水源為地下水。約有51%的糧食種植面積得到灌溉，其餘的依賴雨養。而大多數的降水既不可靠且無法預測。
印度在過去50年將灌溉基礎設施改善，也改善糧食安全、減少對季風降水的依賴、提高農業生產力並創造農村就業機會。用於灌溉計畫而興建的水壩有助於為不斷增長的農村人口提供飲用水、控制洪水並防止乾旱對農業造成的損害。然而免費電力和對甘蔗和水稻等耗水作物提供的最低支持價格，鼓勵業界開採地下水，導致地下水枯竭和水質惡化。於2019年刊出的一則新聞報導稱印度60%以上的農業用水被水稻和甘蔗作物消耗，這兩種作物的用地僅佔全國耕地面積的24%。
於古吉拉特邦的女性農業工作者發明一種新的，稱為布洪格魯的地下水補給方式，在雨季將多餘的降水過濾及儲入地下水系統，到乾季時再抽取利用。

## 產出
截至2011年，印度有個規模龐大且多元的農業部門，平均約佔GDP的16%和出口收入的10%。印度的耕地面積為1,597,000平方公里（3.946億英畝），位居世界第二，僅次於美國。享有灌溉的農地面積為826,000平方公里（2.156億英畝），位居世界第一。印度是全球許多農作物的三大生產國之一，包括小麥、大米、豆類、棉花、花生、水果和蔬菜。截至2011年，印度擁有世界上數目最多的水牛和家牛，是最大的牛奶生產國，且擁有最大和成長最快的家禽業之一。

### 主要農產品及產值
下表按經濟價值將印度於2009年最重要的20種農產品列出。為進行比較，也將2010年全球生產力最高農地的平均產量及其所在國家的名稱列出。根據表格中的數據，印度的農業生產還有很大的提升空間。如果能夠提高農業生產效率，印度的農業產出和農民的收入均有增長的潛力。
| 名次 | 農產品              | 產值 (美元, 2016年) | 單位價格 (美元 / 公斤, 2009年) | 平均產量 (公噸/公頃, 2017年) | 生產力最高國家 (公噸/公頃, 2017年) | 生產力最高國家 (公噸/公頃, 2017年) |
| ---- | ------------------- | ------------------- | ------------------------------ | ---------------------------- | ---------------------------------- | ---------------------------------- |
| 1    | 大米                | 701.8億             | 0.27                           | 3.85                         | 9.82                               | 澳大利亞                           |
| 2    | 水牛牛奶            | 430.9億             | 0.4                            | 2.00                         | 2.00                               | 印度                               |
| 3    | 乳牛牛奶            | 325.5億             | 0.31                           | 1.2                          | 10.3                               | 以色列                             |
| 4    | 小麥                | 260.6億             | 0.15                           | 2.8                          | 8.9                                | 荷蘭                               |
| 5    | 棉花 (小扁豆 +油籽) | 233.0億             | 1.43                           | 1.6                          | 4.6                                | 以色列                             |
| 6    | 芒果，番石榴        | 145.2億             | 0.6                            | 6.3                          | 40.6                               | 維德角                             |
| 7    | 蔬菜                | 118.7億             | 0.19                           | 13.4                         | 76.8                               | 美國                               |
| 8    | 雞肉                | 93.2億              | 0.64                           | 10.6                         | 20.2                               | 賽普勒斯                           |
| 9    | 馬鈴薯              | 82.3億              | 0.15                           | 19.9                         | 44.3                               | 美國                               |
| 10   | 香蕉                | 81.3億              | 0.28                           | 37.8                         | 59.3                               | 印尼                               |
| 11   | 甘蔗                | 74.4億              | 0.03                           | 66                           | 125                                | 秘魯                               |
| 12   | 玉米                | 58.1億              | 0.42                           | 1.1                          | 5.5                                | 尼加拉瓜                           |
| 13   | 橙                  | 56.2億              |                                |                              |                                    |                                    |
| 14   | 番茄                | 55.0億              | 0.37                           | 19.3                         | 55.9                               | 中國                               |
| 15   | 鷹嘴豆              | 5.4.0億             | 0.4                            | 0.9                          | 2.8                                | 中國                               |
| 16   | 秋葵                | 52.5億              | 0.35                           | 7.6                          | 23.9                               | 以色列                             |
| 17   | 大豆                | 51.3億              | 0.26                           | 1.1                          | 3.7                                | 土耳其                             |
| 18   | 雞蛋                | 46.4億              | 2.7                            | 0.1                          | 0.42                               | 日本                               |
| 19   | 花椰菜與青花菜      | 43.3億              | 2.69                           | 0.138                        | 0.424                              | 泰國                               |
| 20   | 洋蔥                | 40.5億              | 0.21                           | 16.6                         | 67.3                               | 愛爾蘭                             |

根據聯合國糧農組織企業統計數據庫(FAOSTAT) 的數據，印度於2019年生產的以下農產品的價值為：
| 農產品                  | 產值 (公噸) |
| ----------------------- | ----------- |
| 蘋果                    | 2,316,000   |
| 香蕉                    | 30,460,000  |
| 豆類                    | 725,998     |
| 腰果（帶殼）            | 743,000     |
| 蓖麻油籽                | 1,196,680   |
| 花椰菜與青花菜          | 9,083,000   |
| 櫻桃                    | 11,107      |
| 鷹嘴豆                  | 9,937,990   |
| 辣椒與胡椒（乾燥）      | 1,743,000   |
| 辣椒與胡椒（新鮮）      | 81,837      |
| 椰子                    | 14,682,000  |
| 咖啡豆（新鮮）          | 319,500     |
| 黃瓜與醃黃瓜            | 199,018     |
| 蒜                      | 2,910,000   |
| 薑                      | 1 788,000   |
| 葡萄                    | 3,041,000   |
| 檸檬與萊姆              | 3,482,000   |
| 芒果, 山竹, 番石榴      | 25,631,000  |
| 西瓜與其他 (包括哈密瓜) | 1,266,000   |
| 蕈類與松露              | 182,000     |
| 未列名油籽              | 42,000      |
| 洋蔥（乾燥）            | 22,819,000  |
| 橙                      | 9,509,000   |
| 木瓜                    | 6,050,000   |
| 梨                      | 300,000     |
| 鳳梨                    | 1,711,000   |
| 馬鈴薯                  | 50,190,000  |
| 大米                    | 177,645,000 |
| 大豆                    | 13,267,520  |
| 甘蔗                    | 405,416,180 |
| 番薯                    | 1,156,000   |
| 茶葉                    | 1,390,080   |
| 菸葉（未加工）          | 804,454     |
| 番茄                    | 19,007,000  |
| 西瓜                    | 2,495,000   |
| 小麥                    | 103,596,230 |

印度農業在過去60年中除總產量有增長外，每公頃的平均產量也有增加。下表列出某些作物在3年內的平均產量。印度農業由於道路和發電能力改善、知識累積和改革，讓生產率在40年內提高40%至500%不等。 雖然印度在農業上取得大幅進步，但產率仍僅為已開發國家和某些開發中國家中表現最佳農地的30% - 60%。此外，雖然已有此類進步，但由於基礎設施薄弱和組織不彰的零售系統，讓收穫後的作物平白腐敗、損失，導致印度的糧食損失率位居世界前矛。
| 作物 | 平均產量, 1970年–1971年 | 平均產量, 1990年–1991年 | 平均產量, 2010年–2011年 | 平均產量, 2019年 |
| ---- | ----------------------- | ----------------------- | ----------------------- | ---------------- |
| 大米 | 1123                    | 1740                    | 2240                    | 4057.7           |
| 小麥 | 1307                    | 2281                    | 2938                    | 3533.4           |
| 豆類 | 524                     | 578                     | 689                     | 441.3            |
| 油籽 | 579                     | 771                     | 1325                    | 1592.8           |
| 甘蔗 | 48322                   | 65395                   | 68596                   | 80104.5          |
| 茶葉 | 1182                    | 1652                    | 1669                    | 2212.8           |
| 棉花 | 106                     | 225                     | 510                     | 1156.6           |

| 作物 | 1961年  | 1971年  | 1981年  | 1991年  | 2001年  | 2011年  |
| ---- | ------- | ------- | ------- | ------- | ------- | ------- |
| 大米 | 34694   | 34694   | 40708.4 | 42648.7 | 44900   | 44010   |
| 小麥 | 12927   | 18240.5 | 22278.8 | 24167.1 | 25730.6 | 29068.6 |
| 豆類 | 3592    | 2582.8  | 2388    | 2123.1  | 1650    | 1700    |
| 油籽 | 486     | 453.3   | 557.5   | 557.5   | 716.7   | 1471    |
| 甘蔗 | 2413    | 2615    | 2666.6  | 3686    | 4315.7  | 4944.39 |
| 茶葉 | 331.229 | 358.675 | 384.242 | 421     | 504     | 600     |
| 棉花 | 7719    | 7800    | 8057.4  | 7661.4  | 9100    | 12178   |

### 印度產量居世界第一的作物
根據FAO所發佈的2009年最終數據報告，印度是下列農產品的最大生產國：
- 鮮果
- 檸檬與萊姆
- 水牛奶,（全脂鮮奶）
- 蓖麻油籽
- 葵花籽
- 高粱
- 小米
- 香料
- 秋葵
- 黃麻
- 蜂蠟
- 香蕉
- 芒果,山竹, 番石榴
- 豆類
- 水牛肉
- 熱帶水果
- 薑
- 鷹嘴豆
- 檳榔果（英语：Areca nuts）
- 其他韌皮纖維（英语：Bast fibre）
- 木豆
- 木瓜
- 辣椒與甜椒（乾燥）
- 茴芹, 八角, 茴香, 芫荽
- 羊奶（全脂鮮奶）

根據同一份FAO報告，印度是下列農產品的第二大生產國:
- 小麥
- 大米
- 新鮮蔬菜
- 甘蔗
- 花生（帶殼）
- 小扁豆
- 蒜
- 花椰菜與青花菜
- 豆類（新鮮）
- 芝麻
- 腰果（帶殼）
- 蠶繭（可抽絲）
- 牛奶（全脂鮮奶）
- 茶葉
- 馬鈴薯
- 洋蔥
- 棉絮
- 棉籽
- 茄子
- 肉豆蔻, 小豆蔻
- 山羊肉
- 高麗菜與其他蕓薹屬
- 南瓜, 南瓜屬

印度於2009年是世界第三大雞蛋、橙、椰子、番茄、豌豆和豆類生產國。
印度和中國正在競相創造水稻產量的世界紀錄。 中國國家雜交水稻工程技術研究中心（China National Hybrid Rice Research and Development Centre）的袁隆平於2010年在示範田創造出每公頃19噸水稻單產的世界紀錄。 2011年，印度農民蘇曼特·庫馬爾 (Sumant Kumar) 打破這一記錄，他在比哈爾邦的一示範區生產出每公頃22.4噸的數量。庫馬爾聲稱他是採用新開發的水稻品種和水稻集約化系統（SRI）(一種農業創新)來達成。中國和印度的高產量紀錄仍需經過更嚴謹的驗證 - 包括在7公頃的農田上進行大規模種植，並連續兩年產出相同的產量。

### 園藝產品
印度水果、蔬菜和堅果等園藝產品的總產量和經濟價值在2002年至2012年的10年期間增加一倍。 印度的2013年園藝總產量達2.774億噸，是僅次於中國的第二大園藝產品生產國。印度於2013年生產8,100萬噸水果、1.62億噸蔬菜、570萬噸香料、1,700萬噸堅果和種植園產品（腰果、可可豆、椰子等）、100萬噸芳香園藝農產品和170萬噸鮮花（76億朵切花）。
| 國名   | 水果產地面積 (百萬公頃) | 平均產量 (公噸/公頃) | 蔬菜產地面積 (百萬公頃) | 平均產量 (公噸/公頃) |
| ------ | ----------------------- | -------------------- | ----------------------- | -------------------- |
| 印度   | 7.0                     | 11.6                 | 9.2                     | 52.36                |
| 中國   | 11.8                    | 11.6                 | 24.6                    | 23.4                 |
| 西班牙 | 1.54                    | 9.1                  | 0.32                    | 39.3                 |
| 美国   | 1.14                    | 23.3                 | 1.1                     | 32.5                 |
| 世界   | 57.3                    | 11.3                 | 60.0                    | 19.7                 |

印度於2013財政年度的園藝產品出口額達1,436.5億印度盧比（17億美元），接近2010年出口額的兩倍。隨著產量增加，在生產地和實際抵達消費者之間發生的產品保存/處理不當的損失也隨之增加，估計每年在5,100至8,200萬公噸之間。

### 有機農業
印度自古以來即有有機農業，且再次成為該國持續增長的部門。有機生產能提供清潔、綠色的生產方法，不使用合成肥料和農藥，並且能在市場上取得較高的售價。印度有65萬家有機生產者，比其他國家為多。印度還有400萬公頃土地被認證為可用於有機野生栽培，在全球排名第三（僅次於芬蘭和尚比亞）。由於印度缺乏可食用生物質，畜牧業的發展受到限制，在小片土地上，利用生物燃氣/甲烷/天然氣和少量的水以有機方式培養甲基球菌，生產富含蛋白質的牛、魚和家禽飼料是種解決方案，以確保人們獲得充足富含蛋白質的食物。

## 農業合作社

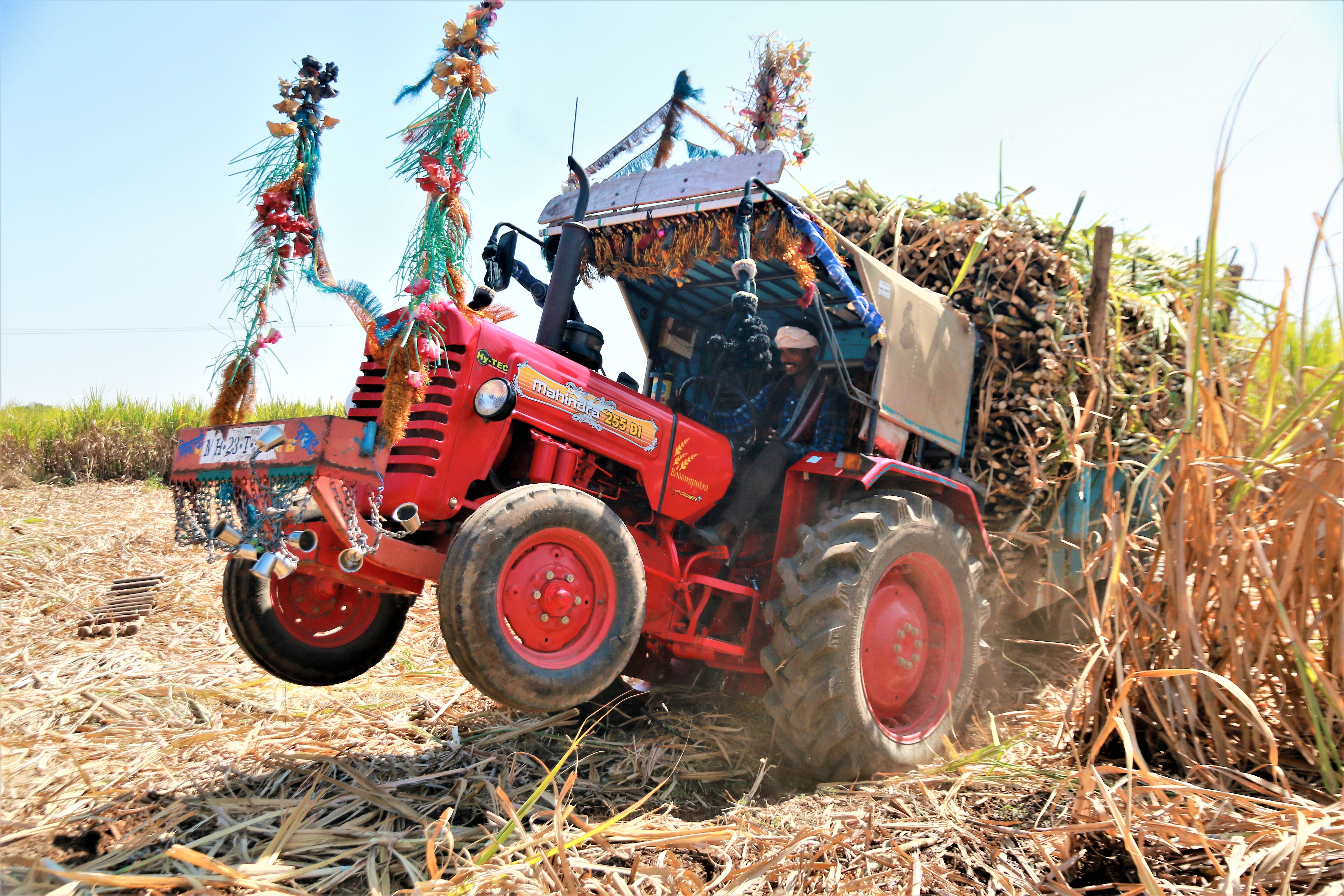
在馬哈拉什特拉邦的田野中運輸採收甘蔗的車輛。

印度自1947年脫離英國獨立以來，合作社的數量大幅成長，主要是在農業領域。該國在地方、區域、邦和國家層級擁有協助農產品行銷的合作社網絡。主要處理的商品是糧食、黃麻、棉花、糖、牛奶、水果和堅果。在馬哈拉什特拉邦，由於邦政府支持，在1990年代有25,000個合作社成立。 

### 製糖業
印度大部分的食糖生產皆在當地合作社擁有的工廠中進行。合作社成員包括所有向工廠供應甘蔗的農民。當地糖廠在過去的50年裡於鼓勵農民政治參與方面發揮有甚為重要的作用，並成為有企圖心政治家的墊腳石。在馬哈拉什特拉邦尤其如此，大量屬於國大黨的參政者與當地的糖業合作社有聯繫，並在糖廠和當地政治之間建立共生關係。然而"利潤歸公司、虧損歸政府"的做法使得不少此類企業的運作效率低落。

### 行銷
合作社在印度水果和蔬菜的整體行銷中具有重要的作用，與糖業相同。合作社處理的農產品數量自1980年代開始呈指數級增長。這些合作社銷售的常見水果和蔬菜有香蕉、芒果、葡萄、洋蔥等。

### 乳製品業

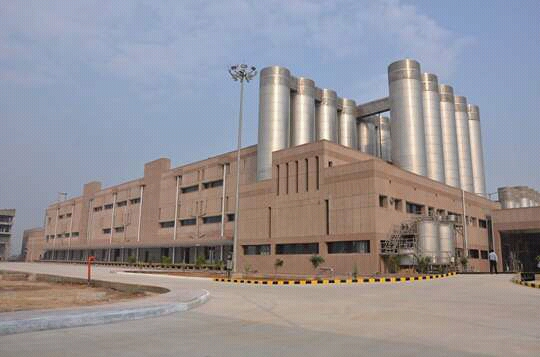
於哈里亞納邦法里達巴德的巴納斯乳品工廠。

起源於古吉拉特邦的阿穆爾（Amul），是一乳牛養殖業行銷合作社，它是印度最大的自給自足產業，也是最大的農村就業提供者。 阿穆爾品牌的成功經營讓印度成為世界上最大的牛奶生產國。擁有幾頭乳牛的小型農民會員每天排隊兩次，將牛奶從小容器中倒進村莊合作社收集點。地區工會加工後的牛奶由國家合作社聯合會以阿穆爾品牌（印度最大的食品品牌）在全國銷售。在品牌運作下，各城市消費者支付價格中的四分之三進入數百萬小酪農手中，他們是品牌和合作社的會員，即所有者。

### 銀行與農村信貸
合作社在印度農村地區提供信貸融資方面具有重要作用。這些機構糖業合作社類似，是當地政治人物的權力基礎。

## 問題
"印度農業發展停滯不前，已成為國家發展的沉重負擔。 隨著人口持續增長，對糧食的需求日益殷切，而落後的農業生產方式卻無法滿足這一需求。灌溉系統失修、農民缺乏現代化農業知識等問題，使得印度農業面臨嚴峻挑戰。此外，市場通路不暢、農產品價格不穩定等因素，也嚴重影響農民的收入。"—— 世界銀行："《2008年印度國家概況》"
"印度是全球最大的民主國家，其13億的人口蘊藏有巨大的發展潛力。該國的經濟在近10年來高速成長，躍升為世界第4大經濟體，在全球舞台上扮演日益重要的角色。而同時印度在實現聯合國千年發展目標方面也取得顯著進展。然而發展不均衡仍是印度面臨的挑戰，初步計算該國在2009-10年的貧窮率為32%，較2004-05年的37%略有進步。貧富差距的擴大需要高度關注。印度於未來應持續推動農業現代化，促進農村經濟多元化，以實現更均衡的發展。——世界銀行："《2011年印度國家概況》"

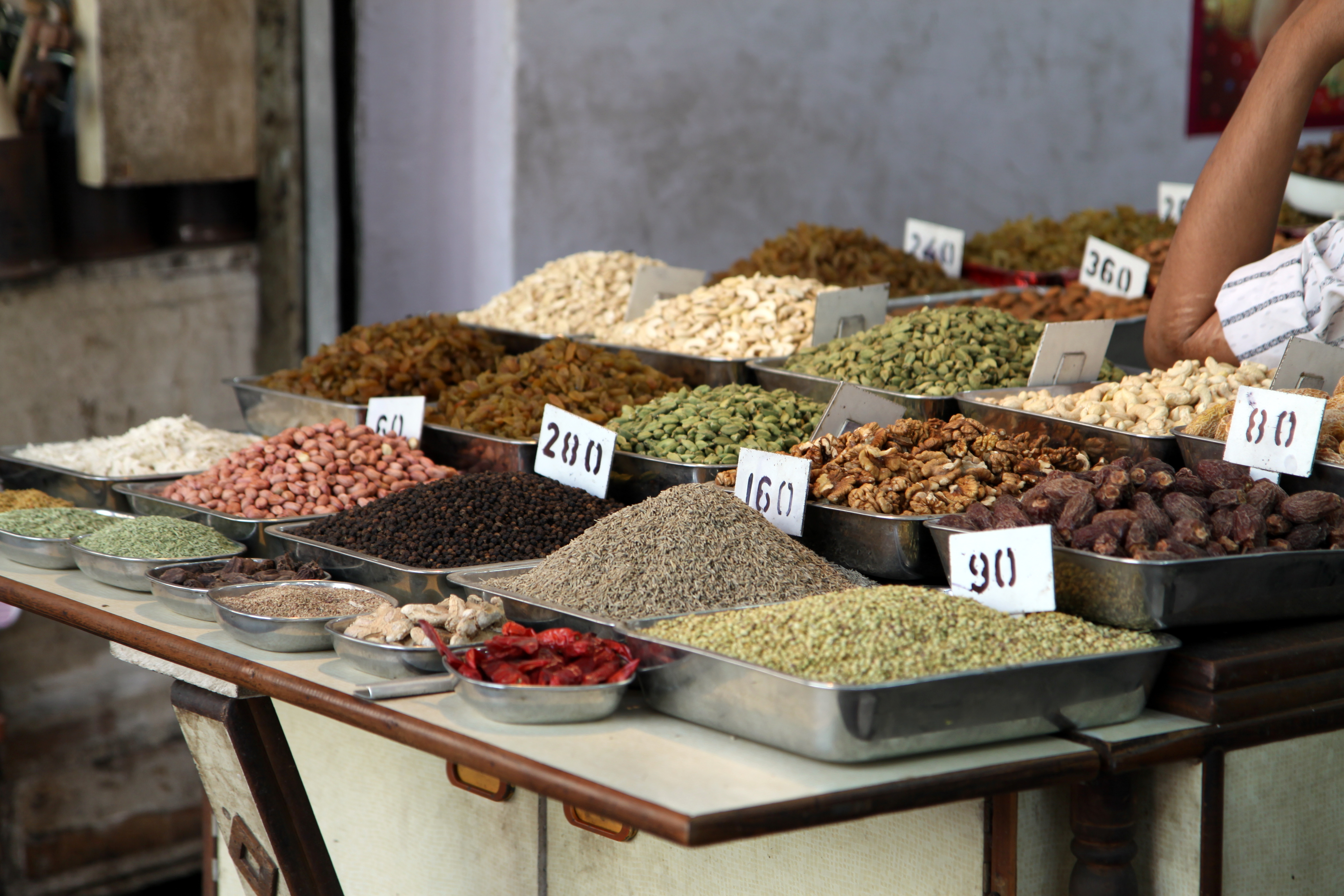
在德里名為哈里·鮑利傳統香料批發市場中販售的香料。印度農人缺乏銷售管道出售其產品，售價難以提升。

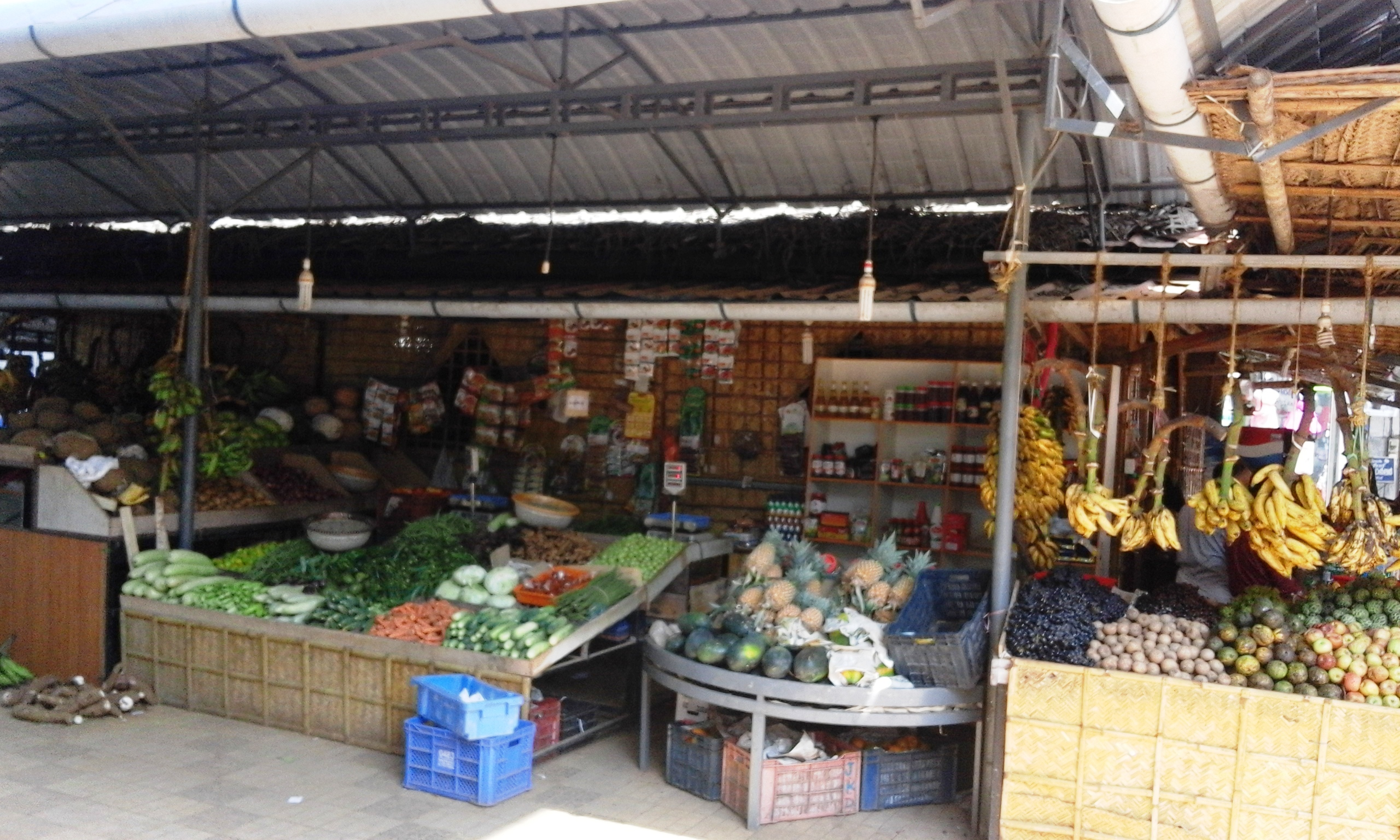
印度缺乏冷藏設施、適當包裝和安全高效的運輸系統，其食品損耗率在全球名列前茅，特別是出現在季風和其他惡劣天氣期間。當地消費者通常在郊區市場（如圖所示）或路邊攤販購買農產品。

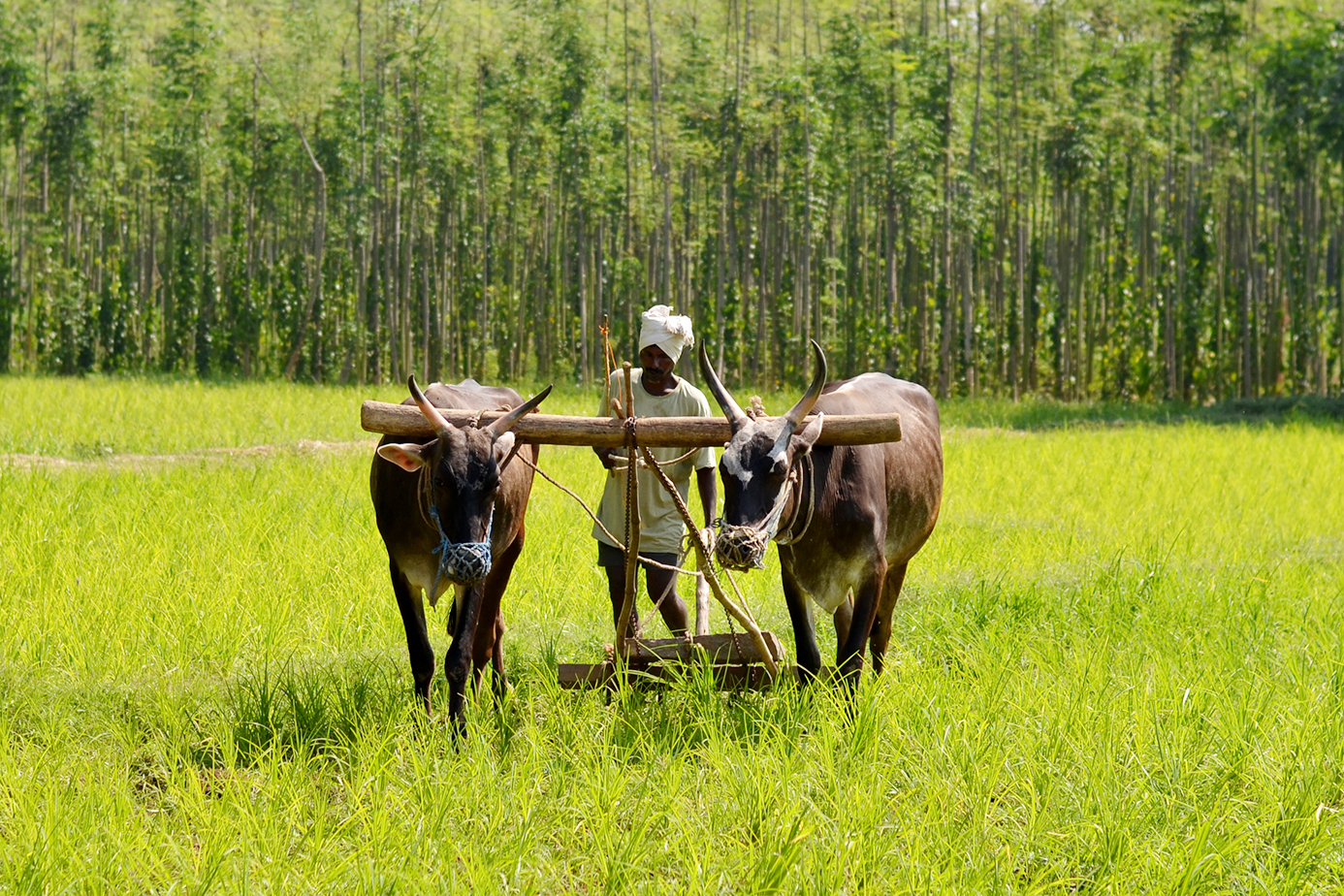
在印度的一些地區仍採用傳統的牛耕方式，這類農法的人均生產力和農民收入均處於低下水平。

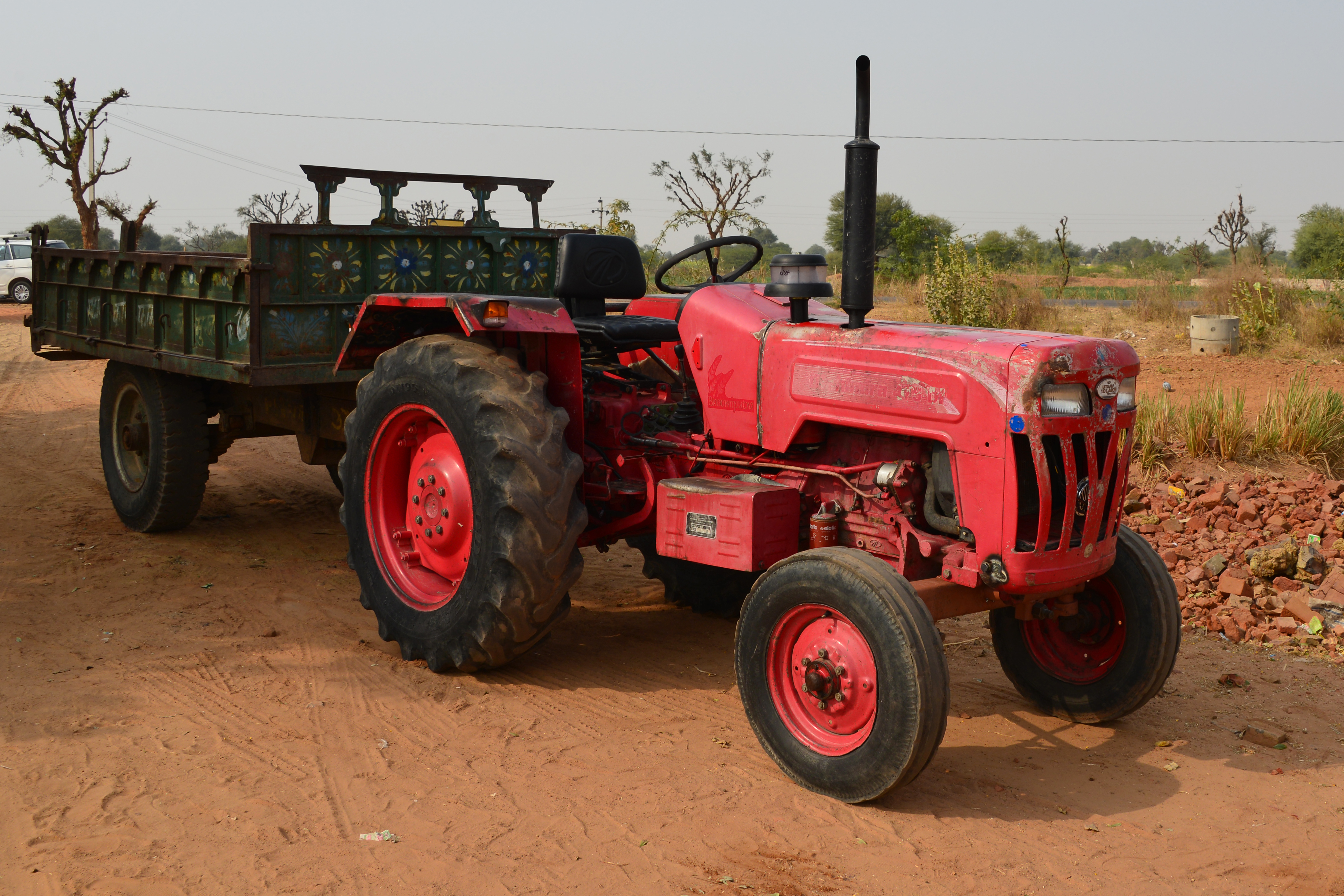
印度從2002年開始已成為全球最大的曳引機製造國，於2013年的產量佔全球的29%。印度本身也是全球最大的曳引機市場。上圖為一台於哈里亞納邦雷瓦里的曳引機。

FAO於2003年發表的報告，對印度1970年至2001年的農業成長進行分析，指出印度農業存在系統性問題。對於主食，1970-76年、1976-82年、1982-88年、1988-194年、1994-2000年這6段期間的產量年增長率分別為2.5%、2.5%、3.0%、2.6%和1.8%。農業總產值指數的相應分析也顯示類似的規律，1994-2000年的成長率僅為每年1.5%。
農民面臨的最大問題是農產品價格低。最近的一項研究報告顯示基於生產所需能源的適當定價並將農業工資與工業工資拉平，將可能對農民有利。

### 基礎設施
印度的農村道路建設嚴重不足，影響原料的的輸入及農產的及時輸出，灌溉系統不足，導致部分地區因缺水而致歉收。而在有些地區，因有洪水、種子品質不良和耕作效率低下、缺乏冷藏設施和收成物腐敗，導致超過30%的農產品必須棄置，缺乏有組織的零售系統及具競爭性的買家，而限制農民出售剩餘產品和經濟作物的能力。對於同一農產品的零售價格，印度農民只得到消費者支付價格的10%到23%，中間的差價是產品腐爛損失、行銷效率不彰和中間商的利潤。而在已開發的經濟體如歐洲和美國，農民獲得的是零售價格的64%至81%。

### 生產力
雖然印度已實現主食自給自足，但其農業生產力仍低於巴西、美國、法國等國。例如印度小麥農地每年每公頃的產量約為法國農地的三分之一。印度的大米生產力還不到中國的一半。
印度其他主食的生產力也同樣較低。印度全要素生產率（技術進步率）年增率仍低於2%，相較之下，中國的全要素生產率每年成長約6%，而且中國也有大量小農。
相較之下，印度有些地區的甘蔗、木薯和茶作物的有全球最高的產量。
印度各邦間的農作物產量差異大。一些邦每單位面積的糧食產量是其他邦的兩到三倍。
如圖所示，印度傳統農業生產力高的地區是在西北部（旁遮普邦、哈里亞納邦和北方邦西部）、印度次大陸兩岸沿海地區、西孟加拉邦和坦米爾那都邦。近年來，印度中部的中央邦、賈坎德邦、恰蒂斯加爾邦和西部的古吉拉特邦的農業發展迅速。
下表將2001年至2002年印度三個邦，幾種主要農作物的平均單位面積產量列出，以供參考。
| Crop | 比哈爾邦農地平均產量 | 卡納塔卡邦農地平均產量 | 旁遮普邦農地平均產量 |
| ---- | -------------------- | ---------------------- | -------------------- |
|      | 公斤/公頃            | 公斤/公頃              | 公斤/公頃            |
| 小麥 | 2020                 | 未知                   | 3880                 |
| 大米 | 1370                 | 2380                   | 3130                 |
| 豆類 | 610                  | 470                    | 820                  |
| 油籽 | 620                  | 680                    | 1200                 |
| 甘蔗 | 45510                | 79560                  | 65300                |

印度有些農地的農作物產量僅相當於美國和歐盟等已開發國家農場最高產量的90%以內。印度沒任一邦在每種作物的產量均排名第一。坦米爾那都邦的水稻和甘蔗產量最高，哈里亞納邦的小麥和粗糧產量最高，卡納塔克邦的棉花產量最高，比哈爾邦的豆類產量最高，而其他邦則在園藝、水產養殖、花卉和水果種植方面表現優異。此類生產力的差異是當地基礎設施、土壤品質、微氣候、當地資源、農民知識和創新的綜合結果。
印度的食物分配系統效率極低。農產品的流動受到嚴格監管，對農產品的營銷和流動存在邦際甚至地區間的限制。
一項研究報告表示印度農業政策應重點關注改善農村基礎設施，主要是在灌溉和防洪以及高產量和抗病品種知識的傳播。此外透過冷藏、衛生包裝和高效的零售模式可降低浪費，而提高產出和增加收入。
導致印度生產率低下的原因如下：
- 農戶擁有的平均農地面積非常小（不到2公頃），並且由於擁有土地上限法案以及在某些情況下的家庭糾紛而導致農地出現碎片化現象。這類小農地往往人手過剩，形成變相失業和生產力低下。一些報告聲稱小農可能不是生產力低下的原因，例如中國的小農佔其農業人口的97%以上，[124]但中國和許多開發中經濟體的生產力較高。中國的小農能將自己的土地出租給大農，中國組織完整的零售業和廣泛的高速公路網能激勵農民將農業生產力大幅提升。
- 相較於綠色革命所帶來的顯著成果，現代農業技術的推廣仍面臨諸多挑戰。 農民對新技術的認知不足、高昂的投入成本以及小農戶的實際操作困難，都限制現代農業的發展。
- 根據世界銀行印度分行發表的《農業和農村發展優先事項》，印度的大量農業補貼反而是阻礙在提告生產力方面的投資。這項評估主要基於生產力的衡量，並未將任何生態影響列入考慮。根據新自由主義觀點，由於政府干預勞動力、土地和信貸市場，對農業的過度監管反而將成本、價格風險和不確定性增高。印度存在基礎設施和服務不足的問題。[125]世界銀行也表示該國水資源分配效率低、不可持續且不公平。用於灌溉的基礎設施正在惡化。[125]對含水層過度抽水，導致這些含水層每年的地下水位下降一英尺，印證出地下水是有限的資源。[126]聯合國政府間氣候變化專門委員會（IPCC）發佈報告稱，2030年後糧食安全可能會成為印度的一大問題。[127]
- 文盲充斥、社會經濟落後、土地改革進展緩慢、農產品金融和行銷服務不足或效率低下。
- 政府政策不一。農業補貼和稅收常會因短期政治目的，而在沒事前通知的情況下即改變。
- 灌溉設施不足，2003-04財政年度只有52.6%的農地取得灌溉，[128]導致農民仍依賴降雨（尤其是由季風提供）。季風正常則經濟成長，季風不佳則經濟成長遲滯。[129]農業信貸由印度國家農業與鄉村發展銀行（英语：National Bank for Agriculture and Rural Development）（NABARD）掌管，此銀行是印度農村發展的最高法定代理機構。同時，由於有電力補貼，所導致的過度抽水正造成含水層水位急劇下降。[130][131][132]
- 由於農產品供應鏈效率低下，所有食品中有三分之一腐爛，而政府想透過沃爾瑪化（英语：Walmarting）來提高零售系統的效率，卻受到禁止外國投資零售業的法律阻礙。[133]

### 農民自殺問題
印度國家犯罪記錄局於2012年通報有13,754名農民自殺事件。農民自殺數量佔印度自殺總數的11.2%。 活動人士和學者提出農民自殺的許多相互矛盾原因，例如季風不佳、高債務負擔、基因改造作物、政府政策、公共心理健康、個人問題和家庭問題。

### 行銷
印度的農產品行銷系統甚為落後。

### 農業用地轉為非農業用途
印度於2007年發佈的國家農民政策中指出，"除非有特殊情況，否則主要農田必須保留用於農業用途。若因特殊原因需將農地轉為非農業用途，相關單位必須提供同等面積的退化或廢棄土地，並負責其整治與開發，以作為補償。"政策建議應盡可能僅將農業產量低或無法耕種的土地指定用於非農業用途，例如建築、工業園區和其他商業開發。
獲得諾貝爾經濟學獎的福利經濟學家阿馬蒂亞·森提出截然不同的觀點，指出"禁止利用農業土地進行商業和工業發展最終會弄巧成拙"。他表示，如果工業生產所產生的價值比農業生產的產品價值多出許多倍，那麼農業用地可能更適合非農業用途。他建議印度應該將產業發展重點放在那些生產成本較低、市場潛力大、能吸引管理人員、工程師等各類人才的地方。這些地方通常擁有良好的教育、醫療等基礎設施，能為產業發展提供有力支持。

### 氣候變化
本節摘自印度氣候變化#作物產量下降。
印度的氣候變化將對印度4億多貧困人口產生超出比例的影響。這是因為許多人的食物、住所和收入都依賴自然資源提供。印度有超過56%的人口從事農業，而又有其他許多人在沿海地區謀生。
印度農業研究委員會（ICRA）的國家氣候適應農業創新（NICRA）研究，進行氣候變化對印度農業的影響。研究結果顯示印度雨養稻米產量預計在2050年和2080年將小幅下降不到2.5%，另一方面，灌溉稻米產量預計在2050年將下降7%，在2080年將下降10%。此外，研究預測印度到2100年的小麥產量將下降6%至25%，而於同一時期玉米產量預計將下降18%至23%。然而，預計未來氣候下的鷹嘴豆生產力將提高23%至54%。

## 各項行動倡議
開發行銷、儲存及冷藏基礎設施所需之投資規模預估將相當龐大。政府迄今仍無法有效執行相關計畫以提升對行銷基礎設施之投資。前述計畫包含"興建農村倉儲設施"、"市場研究與資訊網絡"以及"發展/強化農業行銷基礎設施、分級與標準化"等。
印度農業研究委員會（ICAR）成立於1905年，負責研究導致1970年代印度綠色革命的研究。 ICAR是農業及相關相關領域（包括研究和教育）的最高機構。
印度政府於2016年5月成立農民委員會（Farmers Commission）以全面評估各項農業計畫。
印度於2011年11月宣佈對有組織的零售進行重大改革。改革將包括農產品的物流和零售。這項宣告引發重大政治爭議。 印度政府於2011年12月將改革擱置，等待共識出現。印度於2012年約批准單一品牌商店的改革，歡迎來自世界各地的商家以擁有100%的所有權在印度零售市場運作，但要求單一品牌零售商從印度採購30%的商品。印度政府繼續對多品牌商店的零售改革持保留態度。
於2012年夏季，印度的含水層由於抽水電力補貼而導致水位急劇下降，季風降雨量下降19%，給該國輸電網路帶來額外壓力，而導致該國發生多起停電。比哈爾邦的回應是提供農民超過1億美元的柴油補貼，供他們運作水泵以抽水。
印度總理納倫德拉·莫迪於2015年宣佈預定到2022年將農民收入翻倍。但此目標並未達成。
印度有些擁有利基技術及新型營業模式的新創公司也正努力，設法解決印度農業及其行銷的問題。

### 農業與印度經濟
農業多年來對印度經濟的貢獻不斷增張。經濟調查顯示該國農業於2020-21財政年度的GDP佔比是過去17年來首度達到近20%，成為年度不同產業中的唯一亮點。
現代農地和農業經營主要由於技術進步，包括感測器、器械、機器和資訊技術，而發生大幅變化。
個人化電商和市場運作引進化肥、種子、機器和設備等農產品，幫助農民種植優質產品。提供教育課程的入口網站讓農民了解有關農業的創新知識，而提升農業對經濟的貢獻。

### 有機農業
莫迪政府於2015年發起傳統農業振興計畫（Paramparagat Krishi Vikas Yojana (PKVY) ），目的為促進有機農業，農民根據計畫組成由50名或更多農民組成的有機農業集群，涉及的農地總面積至少為50英畝，利用傳統可持續的方法分享有機農法，計畫設定的最初目標是到2018年擁有10,000個集群，至少500,000英畝有機農業耕地，由政府"承擔認證費用，並使用傳統資源促進有機農業"。政府在3年內提供每英畝20,000印度盧比的補助。
喀拉拉邦瓦亞納德的許多小農戶已實施零預算自然農業 (ZBNF) 等其他有機農業技術。他們在過程中採用更自然和生態的耕作方法，減少或完全停止使用殺蟲劑和有害的化學藥品，而減輕"幾十年來過度使用化學品和種植單一種作物，以及缺乏土壤肥力管理，將以往優良及肥沃的林地耗損而造成損害。"。
隨著有機農業農法推廣，印度農業部門也正實施濕度感測器和人工智慧等新技術。農民使用濕度感測器來確保不同作物獲取的準確水量，而能最大限度提高作物產量。"人工智慧提供更有效的方式來生產、收穫和銷售農作物產品，並強化偵測出有缺陷的農作物以提高健康農作物生產的能力"，這將有助於提高農作物產量，正如突尼西亞籍學者Rayda BEN AYED在她研究中所描述人工智慧對於印度的影響。

### 印度政府計劃舉例
- 2020年印度農業法案
- 阿塔爾地下水計畫（英语：Atal Bhujal Yojana）
- 全國農業市場（英语：E-NAM） - 網路農業行銷
- 農村儲藏計畫（英语：Gramin Bhandaran Yojana） -微型灌溉項目基金（Micro Irrigation Fund (MIF)）
- 印度水利灌溉#微型灌溉項目
- 印度國家氣候變化行動計畫#國家可持續農業使命（英语：National Action Plan for Climate Change#National Mission for Sustainable Agriculture (NMSA)）
- 總理農民福利基金（英语：Pradhan Mantri Kisan Samman Nidhi） (PMKSN) 由納倫德拉·莫迪推出
- 總理農村灌溉計畫（英语：Pradhan Mantri Krishi Sinchai Yojana） (PMKSY) 由納倫德拉·莫迪推出
- 傳統農業振興計畫（Paramparagat Krishi Vikas Yojana (PKVY) ）
- 總理作物保險計畫（英语：Pradhan Mantri Fasal Bima Yojana） (PMFBY) 由納倫德拉·莫迪推出

## 地圖

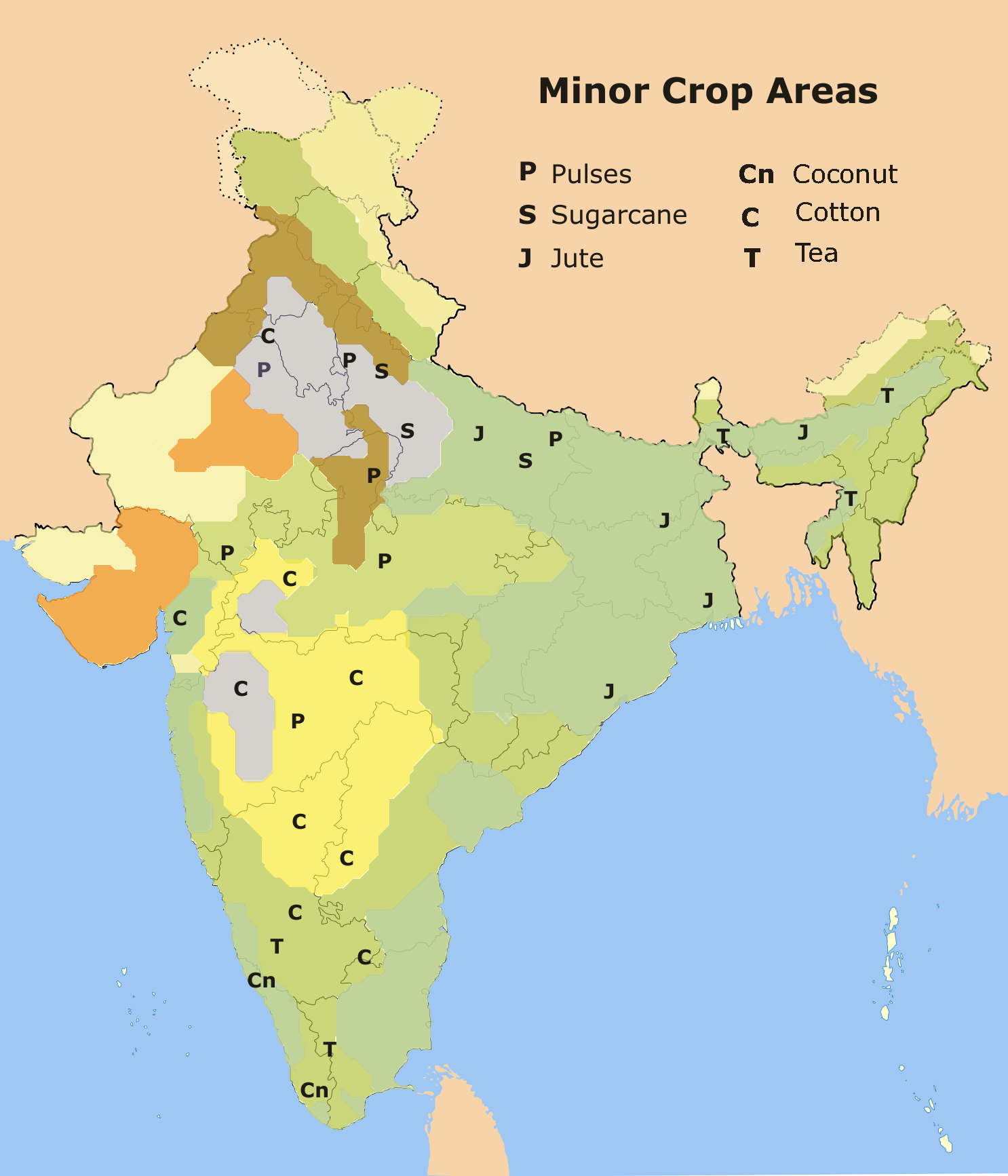
印度次要作物產區: P 豆類, S 甘蔗, J 黃麻, Cn 椰子, C 棉花, and T 茶葉
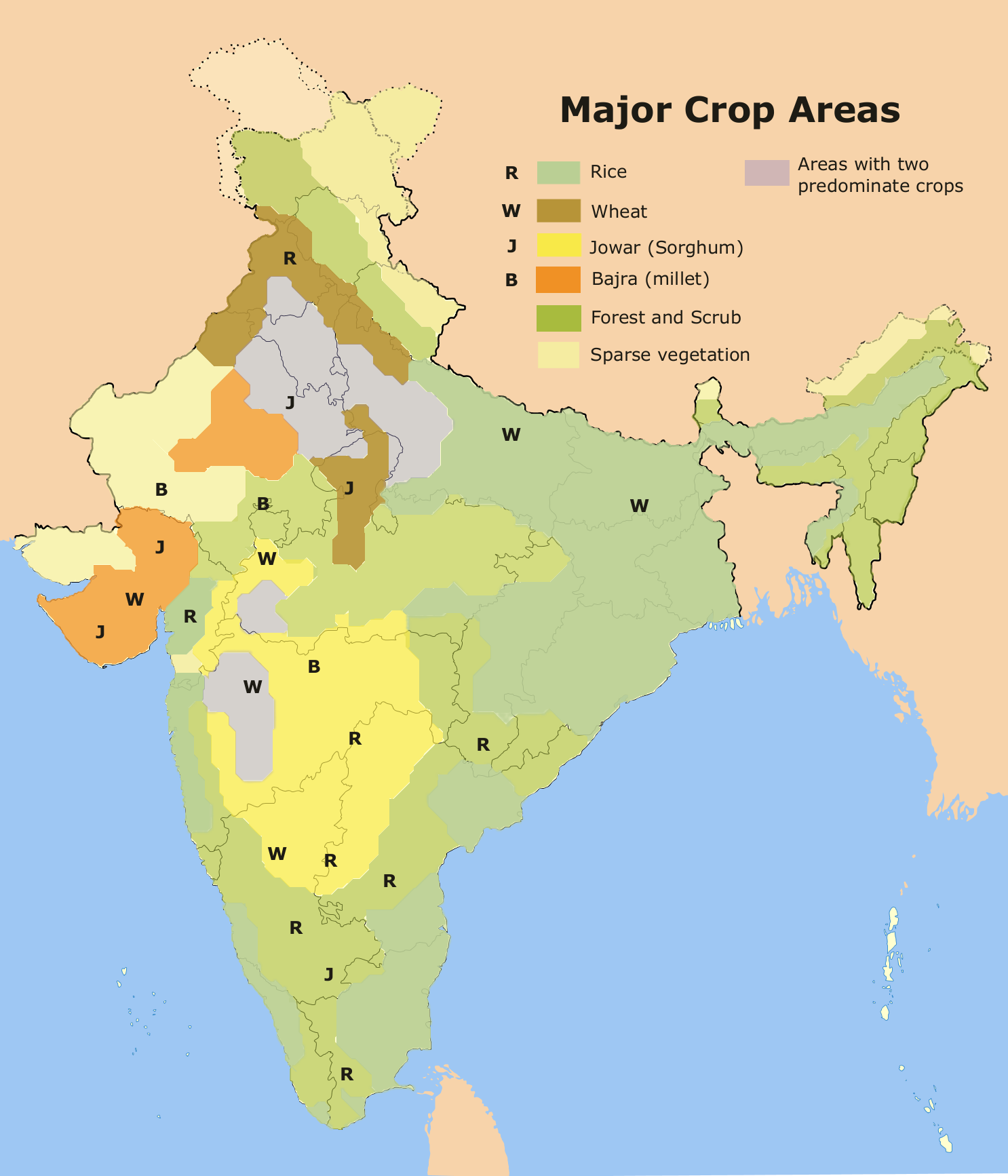
印度主要作物產區
印度自然植被覆蓋區域